# Auguste Billiemaz (homme politique, 1903-1983)
Pour les articles homonymes, voir Auguste Billiemaz et Billiemaz.
Auguste Billiemaz, né le 29 août 1903 à Brégnier-Cordon (Ain) et mort le 25 avril 1983 dans la même commune, est un homme politique français.

## Biographie
Diplômé de l'École centrale de Lyon, il passe sa vie professionnelle à diriger l'entreprise familiale de confiserie fondée par son père à Brégnier-Cordon.
Il commence sa carrière politique en étant élu conseiller général du canton de Belley (1948-1973). Après avoir été candidat du Parti radical aux élections législatives de 1951, il se fit élire au Conseil de la République en 1955. En 1957, il devint secrétaire du Parti radical.
En 1958, Billiemaz vote les pleins pouvoirs au gouvernement. Il est réélu sénateur de l'Ain à trois reprises : en 1959, 1962 et 1971. Il ne se représente pas en 1980. Il appartenait au Parti radical de gauche.